# Павлов, Леонид Сергеевич
Леонид Сергеевич Павлов (31 мая 1870 — 18 января 1917) — городской голова Переславля, депутат Государственной думы III созыва от Владимирской губернии.

## Биографии
Родился в семье Сергея Петровича Павлова (1831—1914?), бывшего красильного мастера, а в тот момент уже владельца красильной фабрики в Переславле. Отец - известный благотворитель, построил в Переславле современный по тем временам водопровод, был избран городским головой и почётным гражданином Преславля. Леонид - выпускник московской гимназии Креймана. Окончил два курса физико-математического факультета Московского университета. Будучи единственным наследником вёл дела отца в Москве. Там к 1897 году фирма Павловых имеет ситце-набивную красильную фабрику, склад в Богоявленском переулке на Чижевском подворье и лесной склад.
С декабря 1894 года являлся попечителем Усольского начального народного училища. В 1897 году стал членом Уездного Земского собрания. С 1897 по 1903 -  член попечительского совета женской переславской прогимназии. Летом 1898 избран гласным в Переславскую городскую Думу, в 1899 избран городским головой,  после чего возглавил исполнительный орган - городскую Управу.
Л. С. Павлов стал членом Переславского уездного училищного совета, почетным попечителем Переславского городского приходского училища, председателем Переславского Комитета Общества Красного Креста. Занимаясь попечение сирот за собственные средства арендовал дом для устройства в нём приюта, а позднее, пожертвовав 30 000 рублей, построил здание «с помещением до 50 человек детей». В новом здании приют был открыт в 1900 году (здание сохранилось, сейчас там городская Дума). За столь крупное пожертвование удостоен звания пожизненного почетного члена уездного попечительства детских приютов и получил в награду портрет императрицы Марии Федоровны с ее собственноручной надписью «за пожертвование дома в пользу переславского детского приюта». В 1900 году по Указу Правительствующего Сената  утверждён почётным мировым судьей в Переславском уезде, получил чин губернского секретаря.
В июле 1906 года избран в Переславскую городскую Думу на третье четырёхлетие. На предложение вновь возглавить её отвечает письмом, в котором он обратился к гласным с просьбой "покорнейше прошу на предстоящих 4 октября выборах на должность городского головы меня не баллотировать" из-за того, что он вынужден находиться более в Москве. Гласные обратились к нему с просьбой "не отказываться от жертвы, которую Вы, может быть, принесёте Вашему бедному родному городу". После чего 18 октября 1906 года Л. С. Павлов избран на третий срок.
10 октября 1907 года избран в Государственную думу III созыва от 1-го съезда городских избирателей Владимирской губернии. Вошёл в состав фракции прогрессистов и мирнообновленцев. Состоял в Бюджетной комиссии Думы. 28 марта 1908 сложил депутатские полномочия, ссылаясь на состояние здоровья. 23 октября 1908 года на дополнительных выборах на место Л.С. Павлова был избран А. М. Кобяков.
По-видимому, Л. С. Павлов какое-то время пытался совмещать деятельность депутата Государственной Думы с должностью Городского головы. Однако  27 января 1909 Переславская управа обратилась к городской Думе с письмом:

«Наш глубокоуважаемый Леонид Сергеевич Павлов, по личным делам, к величайшему нашему сожалению, продолжать службу городского головы не нашел возможным и от оной отказался. Управа, докладывая собранию свое искреннее сожаление, позволяет коснуться деятельности Леонида Сергеевича как городского головы: будучи всегда любезен и гуманен со всеми, кому встречалась какая-либо надобность в разрешении каких-либо вопросов, он по возможности старался всех обращающихся удовлетворить в благоприятном для них исходе.
Кроме этого, десятилетняя его служба была посвящена заботам о благоустройстве города. В период его служения воздвигнуто прекрасное здание начального мужского училища, построена образцовая скотобойня, усовершенствованы приспособления городской водокачки, дающей ежегодно экономии в топливе до 700 рублей. Приобретена прекрасная паровая пожарная машина, которая обслуживалась и подвозилась к месту пожаров за его личный счет, не касаясь расхода от города. Из женской прогимназии образована полная восьмиклассная гимназия.
Многие улицы, раньше непроезжие, замощены булыжным камнем. Главные улицы и площадь освещены керосино-калильными фонарями и по оным устроены тротуары. Все это, кроме его инициативы, забот и труда, касалось и его личных средств в довольно крупных цифрах. Ассигнуемое думой жалование городскому голове в размере 1200 рублей им не получалось, а полностью расходовалось на благоустройство города, керосино-калильных фонарей из 30 штук за счет городских средств приобретено только два, остальные куплены им и другими, отзывчивыми к нуждам города, гражданами.

Для религиозно-духовных нужд граждан им реставрирован городской собор, при котором хор певчих, на содержание которого он ежегодно расходует более 3000 рублей, для детей-сирот выстроен детский приют»
Леонид Сергеевич был церковным старостой  при городском Владимирском соборе, который был отреставрирован на его средства, после ремонта в 1908 год собор был вновь освящен.
29 декабря 1909 года  Леонид Сергеевич Павлов удостоился звания почетного гражданина города Переславля, как когда-то и его отец.
В июле 1910 года Павлов вновь избирается гласным городской Думы, но в Переславле бывает редко. Центр деловой активности его фирмы всё больше смещается в Москву.  В 1915 году Переславская фабрика была продана.
18 января 1917 года, возвращаясь в Москву из деловой поездки, Павлов скончался, как пишут переславские краеведы "по пути из Варшавы". Его похоронили в фамильной могиле  у северной стены Нового (Владимирского) собора. До наших дней могила была не сохранилась.

## Семья
- Жена (не позднее 1890) — Варвара Сергеевна, урожденная Выговская (1873—1908[источник?]), дворянского сословия[1]. 
  - Сын — Сергей (1891—?)[1]
  - Сын — Петр[1],
  - Сын — Николай[1]
  - Сын — Александр[1]
  - Дочь — Елена[1]
- Сестра — Надежда Сергеевна в замужестве Засс (1865—1939[источник?])[9]
- Сестра — Варвара Сергеевна в замужестве Варецова  (1869—1931[источник?])[9]
- Сестра — Екатерина Сергеевна в замужестве Житникова (1876—?)[9]
- Сестра — Ольга Сергеевна в замужестве Тряпкина  (1874—1939)
- Сестра — Александра Сергеевна в замужестве Сазанова  (1879—?)

## Адреса
- 1915 — Москва, Шереметевский переулок, дом № 5 (дом графа Шереметева), кв. № 151.

### Рекомендуемые источники
- Шадунц, Елена. Семья Павловых. // Любитель природы : экол. сб. - Рыбинск : Рыбинск. подворье, 2002. - С. 321-324

### Архивы
- Российский государственный исторический архив. Фонд 1278. Опись 9. Дело 586.